# Mns Pulo Pueb
Mns Pulo Pueb is een bestuurslaag in het regentschap Pidie Jaya van de provincie Atjeh, Indonesië. Mns Pulo Pueb telt 807 inwoners (volkstelling 2010).